# Dicasteriul pentru Promovarea Unității Creștinilor
Dicasteriul pentru Promovarea Unității Creștinilor (în latină Dicasterium ad Unitatem Christianorum Fovendam) a fost înființat de papa Ioan al XXIII-lea în anul 1960 ca secretariat al unei comisii pregătitoare a Conciliului Vatican II. În anul 1988 papa Ioan Paul al II-lea a reorganizat acest organism sub forma Consiliului Pontifical pentru Promovarea Unității Creștinilor.
Papa Francisc l-a ridicat în anul 2022 la rang de dicasteriu (minister) în cadrul Curiei Romane, cu responsabilitatea apropierii relațiilor dintre creștini. În cadrul acestui dicasteriu funcționează și Comisia pentru Relațiile Religioase cu Evreii⁠(en)[traduceți].

## Istoric
Din anul 2001 până în 2010 acest organism s-a aflat sub conducerea cardinalului Walter Kasper.